# Феодосий (архиепископ Смоленский)
Архиепископ Феодосий — епископ Русской православной церкви, архиепископ Смоленский и Брянский.

## Биография
6 марта 1592 года хиротонисан во епископа Смоленского с возведением в сан архиепископа.
В 1592 году принимал участие в избрании и поставлении митрополита Новгородского Варлаама (Белковского).
22 декабря 1596 года участвовал в торжестве при закладке в городе Смоленске каменной крепостной стены.
В 1598 году архиепископ Феодосий упоминается в грамоте Земского Собора, созванного для избрания на царство Бориса Годунова.
В 1599 году присутствовал на Соборе у патриарха Иова в Москве.
По некоторым сведениям, скончался преосвященный Феодосий в январе 1605 года. Однако в актах присутствовавших на бракосочетании Лжедмитрия и Марины Мнишек, которое состоялось 8 мая 1606 года, упоминается архиепископ Смоленский. Архиепископ Феодосий был назначен руководить церемониалом на венчании на царство Василия Шуйского 1 июня 1606 года (подавал царские регалии).